# Sphyraena ensis
Sphyraena ensis és un peix teleosti de la família dels esfirènids i de l'ordre dels perciformes.